# دبيق أنطاكي
الدبيق الأنطاكي (باللاتينية: Bupleurum antiochium) نوع نباتي ينتمي إلى جنس الدبيق من الفصيلة الخيمية.

## الموئل والانتشار
موطن هذا النوع بلاد الشام.